# رائول پیکتت
 رائول پیکتت (انگلیسی: Raoul Pictet؛ زاده ۴ آوریل ۱۸۴۶ - درگذشته ۲۷ ژوئیه ۱۹۲۹) یک فیزیک‌دان اهل سوئیس بود.